# NTP가수분해효소
NTP가수분해효소(영어: NTPase) 또는 뉴클레오사이드 삼인산가수분해효소(영어: nucleoside-triphosphatase) (EC 3.6.1.15)는 다음과 같은 화학 반응을 촉매하는 효소이다.
NTP + H2O  ⇄  NDP + 인산
NTP가수분해효소의 2가지 기질은 NTP, H2O이며, 2가지 생성물은 NDP, 인산이다.
NTP가수분해효소는 가수분해효소 부류에 속하며, 특히 인 함유 무수물의 산 무수물에 작용한다. NTP가수분해효소는 퓨린 대사와 티아민 대사에 참여한다.

## 명명법
NTP가수분해효소의 계통명은 뉴클레오사이드 삼인산 포스포하이드롤레이스(영어: nucleoside-triphosphate phosphohydrolase)이다.
다음은 일반적으로 사용되는 다른 이름들이다.
- 뉴클레오사이드 5-삼인산 포스포하이드롤레이스(영어: nucleoside-5-triphosphate phosphohydrolase)
- 뉴클레오사이드 5-삼인산가수분해효소(영어: nucleoside 5-triphosphatase)
- 비특이적 이인산 포스포하이드롤레이스(영어: unspecific diphosphate phosphohydrolase)

## 구조 연구
2007년을 기준으로 이러한 부류의 효소에 대해 PDB 접근 코드 2I3B의 1가지 구조가 해결되었다.

## 같이 보기
- ATP가수분해효소 (ATPase)
- GTP가수분해효소 (GTPase)

## 참고 문헌
- Brightwell R, Tappel AL (1968). “Lysosomal acid pyrophosphatase and acid phosphatase”. 《Arch. Biochem. Biophys.》 124 (1): 333–43. doi:10.1016/0003-9861(68)90335-4. PMID 5661608.
- LEWIS M, WEISSMAN S (1965). “Properties of a soluble nucleoside triphosphatase activity in mammalian liver”. 《Arch. Biochem. Biophys.》 109 (3): 490–8. doi:10.1016/0003-9861(65)90393-0. PMID 14320490.
- Matsushita S, Raacke ID (1968). “Purification of nucleoside triphosphatases from pea seedling ribosomes”. 《Biochim. Biophys. Acta》 166 (3): 707–10. doi:10.1016/0005-2787(68)90380-8. PMID 4301913.